# Ulsted (parochie)
Ulsted is een parochie van de Deense Volkskerk in de Deense gemeente Aalborg. De parochie maakt deel uit van het bisdom Aalborg en telt 1442 kerkleden op een bevolking van 1513 (2004). 
Tot 1970 was de parochie deel van Kær Herred. In dat jaar werd de parochie opgenomen in de nieuw gevormde gemeente Hals. Deze ging in 2007 op in het vergrote Aalborg.
Ajstrup · Gåser · Hals · Hammer · Horsens · Hou · Hvorup · Lindholm · Nørresundby · Øster Hassing · Sulsted · Ulsted · Vadum · Vester Hassing · Vodskov